# Время возмездия
«Время возмездия» (англ. Destroyer) — американская криминальная драма режиссёра Карин Кусамы по сценарию Фила Хэя и Мэтта Манфреди. В ролях — Николь Кидман, Себастиан Стэн, Тоби Кеббелл и Татьяна Маслани, а также Брэдли Уитфорд и Скут Макнейри. Фильм был представлен на кинофестивале в Торонто в 2018 году и заработал номинацию на «Золотой глобус» в категории «Лучшая женская роль» — Николь Кидман.
В российский прокат фильм вышел 14 марта 2019 года.

## Сюжет
Внедрённая в преступную банду Лос-Анджелеса хрупкая Эрин невольно влюбляется в своего напарника. Однако спецоперация неожиданно идёт не по плану.

## Актёрский состав
- Николь Кидман — детектив Эрин Белл
- Татьяна Маслани — Петра
- Себастиан Стэн — Крис
- Брэдли Уитфорд — ДиФранко
- Тоби Кеббелл — Сайлас
- Скут Макнейри — Итан
- Джейд Петтиджон — Шелби
- Тоби Хасс — Джил Лоусон
- Зак Вилла — Артуро
- Джеймс Джордан — Тоби
- Бо Напп — Джей
- Наталия Кордова-Бакли  — детектив Гаврас
- Джозеф Фату — Тэз

## Производство
В августе 2017 года было объявлено, что Николь Кидман ведёт переговоры по поводу участия в фильме, режиссёром которого выступит Карин Кусама. Об участии Кидман было официально объявлено в октябре того же года. В ноябре к актёрскому составу присоединились Татьяна Маслани, Себастиан Стэн, Брэдли Уитфорд, Тоби Кеббелл, Скут Макнейри, Бо Напп, Джейд Петтиджон, Тоби Хасс, Зак Вилла и Джеймс Джордан. Бюджет фильма составил $9 000 000.

## Релиз
Премьера картины состоялась 31 августа 2018 года на кинофестивале в Теллурайде, штат Колорадо. Неделю спустя фильм был представлен на кинофестивале в Торонто. Затем «Время возмездия» показали на фестивалях Fantastic Fest (США), Film Fest 919 (США), Mill Valley Film Festival (США), на Международном кинофестивале в Ванкувере (Канада) и на Лондонском кинофестивале. 1 ноября состоялся показ картины на фестивале в Денвере (США).
Трейлер фильма стал доступен в интернете 17 октября 2018 г., его локализованная версия — 28 ноября.
Кассовые сборы в США составили $1 533 324, в других странах — $4 047 616, в том числе, в России — $253 883.